# Polyphony Digital
Polyphony Digital, Inc. is een first-party computerspelontwikkelaar van Sony Interactive Entertainment, onderdeel van SIE Worldwide Studios. Oorspronkelijk was het een ontwikkelingsgroep binnen Sony Interactive Entertainment, bekend als Polys Entertainment, maar na het succes van Gran Turismo werd het een eigen dochteronderneming met de naam Polyphony Digital.
De studio is vooral bekend om zijn serie racespellen, Gran Turismo. Onder leiding van Kazunori Yamauchi werd Gran Turismo de meest succesvolle raceserie voor de PlayStation, PlayStation 2 en PlayStation 3. De Gran Turismo serie werd ontworpen als een realistische rijsimulator. In 2006 werd Tourist Trophy uitgebracht, in een poging om het realisme van Gran Turismo naar de motorsport te brengen.

## Computerspellen
als Polys Entertainment
| Titel                   | Uitgebracht | Platform    |
| ----------------------- | ----------- | ----------- |
| Motor Toon Grand Prix   | 1994        | PlayStation |
| Motor Toon Grand Prix 2 | 1996        | PlayStation |
| Gran Turismo            | 1997        | PlayStation |

als Polyphony Digital
| Titel                                  | Uitgebracht | Platform             |
| -------------------------------------- | ----------- | -------------------- |
| Omega Boost                            | 1999        | PlayStation          |
| Gran Turismo 2                         | 1999        | PlayStation          |
| Gran Turismo 3                         | 2001        | PlayStation 2        |
| Gran Turismo Concept 2001 Tokyo        | 2001        | PlayStation 2        |
| Gran Turismo Concept 2002 Tokyo-Seoul  | 2002        | PlayStation 2        |
| Gran Turismo Concept 2002 Tokyo-Geneva | 2002        | PlayStation 2        |
| Gran Turismo 4 Prologue                | 2003        | PlayStation 2        |
| Gran Turismo 4                         | 2004        | PlayStation 2        |
| Tourist Trophy                         | 2006        | PlayStation 2        |
| Gran Turismo HD                        | 2006        | PlayStation 3        |
| Gran Turismo 5 Prologue                | 2007        | PlayStation 3        |
| Gran Turismo (PSP)                     | 2009        | PlayStation Portable |
| Gran Turismo 5                         | 2010        | PlayStation 3        |
| Gran Turismo 6                         | 2013        | PlayStation 3        |
| Gran Turismo Sport                     | 2017        | PlayStation 4        |
| Gran Turismo 7                         | 2022        | PlayStation 5        |

## Andere projecten
Polyphony Digital is ook betrokken geweest bij andere projecten. Ze hebben speciale versies van Gran Turismo ontwikkeld voor vele autofabrikanten als demonstratie voor hun auto's. Nissan heeft ze ook opdracht gegeven een speciale bodykit te ontwerpen voor hun 350Z coupe, die voor het eerst verscheen in 'GT Concept: 2002 Tokyo - Geneva' als de "Nissan 350Z Gran Turismo Aero", later werd het de "Fairlady Z NISMO S-Tune Concept by GRAN TURISMO" in GT4. Er was ook een snellere 'Z-Tune' versie met kleine styling herzieningen en 400pk. De S-Tune werd later in de echte wereld verkocht door NISMO (NISsan MOtorsport) als een tuningpakket voor bestaande eigenaren.
Meer recenter werden ze gecontracteerd om de boordcomputer van de nieuwe Nissan GT-R te ontwerpen, Op de boordcomputer kan je gegevens van de auto waarnemen en opslaan zoals de temperatuur van de olie en het water maar ook een Newtonmeter, boost-meter, enzovoort.
Toen Nissan op zoek was naar een bedrijf om de GT-R's gebruiksvriendelijke 'multifunctionele meter' te ontwikkelen was Polyphony de voor de hand liggende keuze, door het eenvoudige menusysteem dat wordt toegepast in computerspellen, zoals Gran Turismo. "Als je denkt aan de GT-R's multifunctionele meter met de g-kracht informatie enzovoort, wilden we dat het zeer gemakkelijk te lezen en zeer makkelijk te gebruiken is", zegt Nissan wereldwijde vicepresident van de communicatie, Simon Sproule. "Het gaat over de logica van hoe computerspellen werken en het menu systeem - die iedereen kan gebruiken - en dan toe te passen op de auto."
Ikiuo Seiichi van Polyphony Digital codeerde en decodeerde de tussenfilmpjes van The Legend of Dragoon.
Ook heeft Polyphony Digital meegeholpen aan het interieur van de Nissan GT-R 2017.